# 结婚证
結婚證或稱結婚證書，是結婚的證明文件，一般需由政府發出或審批方為有效。在古代中国稱為婚書。

## 無法律效力的婚證
现代有不少人收藏老婚书，并在网上出售，有新人购买空白泛黄的老婚书填上自己及结婚对象的姓名，送给对方，以作收藏。一般不具法律效力。現在一些舉辦集團婚禮的商業機構或志願團體亦會發出紀念性質的結婚證書供參加的夫婦作紀念用途。

## 亚洲地区

### 中华民国结婚证
1912年后，中華民国大陸时期的结婚证，就改为油墨印刷，有绢面、宣纸、毛边纸、硬本等不同的版本。現在台灣的結婚證是要自行於文具店購買，需要男女雙方和主婚人、證婚人、介紹人在有公開儀式的場合簽名蓋章後方具有法律效力，如需公證結婚則交由有關部門公證。

### 香港结婚证
香港的結婚證由入境事務處轄下的婚姻登記處發出，殖民地時期有香港紋章，主權移交後則改為洋紫荊區徽。

### 日本结婚证
日本的結婚證書稱為「婚姻届」。

## 欧洲

### 俄罗斯结婚证

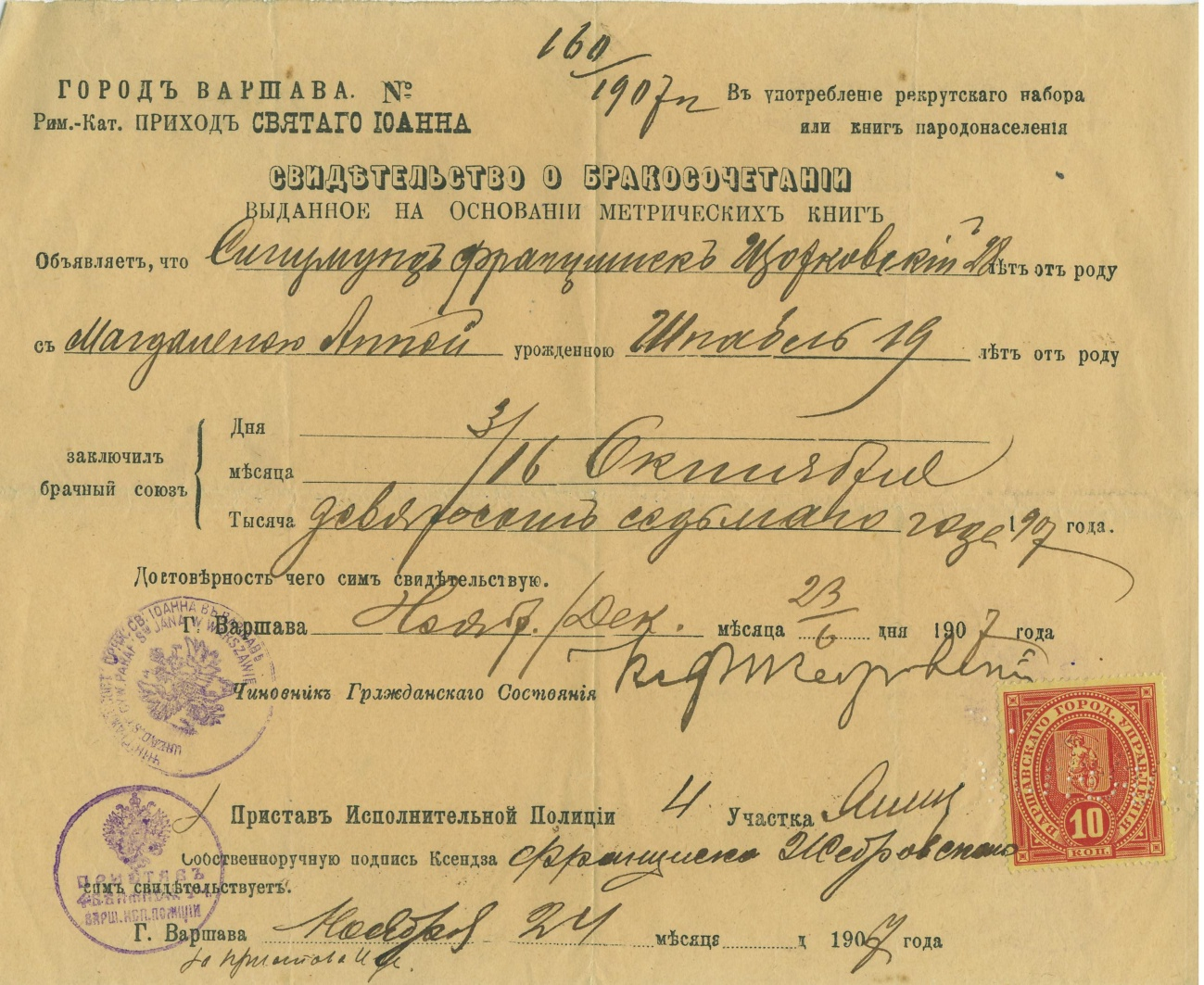
1907年俄罗斯的结婚证